# Antonin Artaud
Antoine Marie Joseph Artaud, conhecido como Antonin Artaud (pronúncia em francês: [ɑ̃tɔnɛ̃ aʁto]; Marselha, 4 de setembro de 1896 — Paris em 4 de março de 1948) foi um poeta, ator, escritor, dramaturgo, roteirista e diretor de teatro francês de aspirações anarquistas. Ligado fortemente ao surrealismo, foi expulso do movimento por ser contrário à filiação ao partido comunista. Sua obra O Teatro e seu Duplo é um dos principais escritos sobre a arte do teatro no século XX, referência de grandes diretores como Peter Brook, Jerzy Grotowski e Eugenio Barba. Os seus restos mortais encontram-se no Cimetière Saint-Pierre de Marseille, França.

## Biografia e carreira
Em 1937, Antonin Artaud, devido a um incidente, é tido como louco. Internado em vários manicómios franceses, cujos tratamentos são hoje duvidosos, ele é transferido após seis anos para o hospital psiquiátrico de Rodez, onde permanece ainda por três anos.
Em Rodez, Artaud estabelece com o Dr. Ferdière, médico-responsável do manicômio, uma intensa correspondência. Uma relação ambígua se estabelece entre os dois: o médico reconhece o valor do poeta e o incentiva a retomar a atividade literária; mas, julgando a poesia e o comportamento de seu paciente muito delirante, ele o submete a tratamentos de eletrochoque que lhe prejudicam a memória, o corpo e o pensamento. Existe aqui um confronto entre dois mundos: o da medicina e razão social e o do poeta cuja razão ultrapassa a lógica normal do “homem saudável”.
As cartas escritas de Rodez são para Artaud um recurso para não perder a lucidez. Elas revelam um homem em terrível estado de sofrimento, falando de sua dor, através de uma escrita mais íntima e mais espontânea. São os diálogos de um desesperado com seu médico e através dele com toda a sociedade: “Não quero que ninguém ignore meus gritos de dor e quero que eles sejam ouvidos”.

## Obras
Para Artaud, o teatro é o lugar privilegiado de uma germinação de formas que refazem o ato criador, formas capazes de dirigir ou derivar forças. Nascido numa família de descendência grega evidenciou na sua escrita e criação a influência da sua educação, baseando-se em mitos da antiguidade clássica atualizados e capazes de retratar a realidade do seu tempo.
Antonin Artaud fez diagnósticos das artes e da própria civilização ocidental em escritos, em tom de manifesto, que visavam indicar uma determinada função e um determinado sentido para o teatro. No caso desses textos, a necessidade de refundação e de reinvenção do teatro é mais evidente ainda, uma vez que ela estaria articulada à própria reinvenção da cultura e do homem. Logo nas primeiras páginas de O teatro e seu duplo, é denunciada a “impotência para possuir a vida” pelo homem ocidental que impregna a cultura. Artaud combate a ideia de que a civilização se organiza como se “de um lado estivesse a cultura e do outro a vida”, para sustentar que a primeira seria incapaz de mobilizar as forças inerentes à vida, “forças que dormem em todas as formas”. A obra de Artaud teve ampla recepção, como se sabe, inclusive fora do âmbito do teatro. Foi a partir dela que gerações de encenadores praticaram um teatro ritualizado, tendo como horizonte este encontro orgânico, vivo, arrebatador e visceral entre atores e espectadores, que rompeu com a ideia de que o fenômeno teatral consiste em um texto encenado. Dentre os que partilham dessa concepção está Jerzy Grotowski.
Em 1935 Artaud conclui o "Teatro e seu Duplo" (Le Théâtre et son Double), um dos livros mais influentes do teatro desse século. Nessa obra ele expõe o grito, a respiração e o corpo do homem como lugar primordial do ato teatral; denuncia o teatro digestivo e rejeita a supremacia da palavra. Esse era o Teatro da Crueldade de Artaud, onde não haveria nenhuma distância entre ator e plateia, todos seriam atores e todos fariam parte do processo, ao mesmo tempo.
Em Rodez, além de suas cartas (lettres au docteur Ferdière), ele elabora uma prática vocal, apurada dia a dia, associada a manifestações mágicas. A voz bate, cava, espeta, treme, e a palavra toma uma dimensão material, ela é gesto e ato. São as glossolalias, Artaud cria palavras ainda não existentes. Além disso, ele faz diversos desenhos durante os períodos da internação (que durou a maior parte de sua vida). Há autores - como Ana Kiffer, João Perci Schiavon, Peter Pál Pelbart e Maria Victoria Abdalla - que clamam que Artaud, apesar de ser colocado no papel de paciente durante toda a vida, foi um clínico da vida.
Artaud volta a Paris em 1946, onde dois anos depois é encontrado morto em seu quarto no hospício do bairro de Ivry-sur-Seine. Neste período, além de uma importante produção literária ele desenha, prepara conferências e realiza a emissão radiofônica "Para acabar com o juízo de Deus" (Pour en finir avec le jugement de dieu), em que sua vontade expressiva se alia a um formalismo cuidadoso.
Se nos anos 30 o teatro para Artaud é “o lugar onde se refaz a vida”, depois de Rodez ele é essencialmente o lugar onde se refaz o corpo. O “corpo sem órgãos” é o nome deste corpo refeito e reorganizado que uma vez libertado de seus automatismos se abre para “dançar pelo inverso”.
“A questão que se coloca é a de permitir que o teatro reencontre sua verdadeira linguagem, linguagem espacial, linguagem de gestos, de atitudes, de expressões e de mímica, linguagem de gritos e onomatopeias, linguagem sonora, em que todos os elementos objetivos se transformam em sinais, sejam visuais, sejam sonoros, mas que terão tanta importância intelectual e de significados sensíveis quanto a linguagem de palavras.”
O seu trabalho ainda inclui ensaios e roteiros de cinema, pintura e literatura, diversas peças de teatro, inclusive uma ópera, notas e manifestos polêmicos sobre teatro, ensaios sobre o ritual do cacto mexicano peyote entre os índios Tarahumara (Les Tarahumaras), aparições como ator em dois grandes filmes e outros menores.
Artaud escreveu: "Não se trata de assassinar o público com preocupações cósmicas transcendentes. O fato de existirem chaves profundas do pensamento e da ação, segundo as quais todo espetáculo é lido, é coisa que não diz respeito ao espectador em geral, que não se interessa por isso. Mas, de todo o modo, é preciso que essas chaves estejam aí, e isso nos diz respeito" (Teatro e seu duplo, 1935).
Considerava-se um poeta, mas não no sentido usual, pois ele acreditava que alguém se definia como poeta ou não na própria vida, não precisando escrever um poema sequer. Apesar de haver escrito poemas no início da carreira, segundo ele, poemas simbolistas, queimou-os todos, e assim não temos ideia de como seriam tais poemas. No entanto, textos posteriores como "Para acabar com o julgamento de Deus" (1948), metafóricos e repletos de experimentação linguística, podem muito bem se enquadrar na categoria de poesia em prosa.
Encontra-se colaboração literária da sua autoria na revista portuguesa  revista Pirâmide  (1959-1960).

## Textos de Artaud publicados em português
- Van Gogh: mutilado e suicidado. Nota: na mesma obra há o ensaio A mutilação sacrificial e a orelha cortada de Van Gogh, de Georges Bataille. Tradução e apresentação de Diogo Cardoso. São Paulo: Edições 100/cabeças, 2023. ISBN: 978-65-87451-12-1
- Carta à Vidente. Tradução de Bruno Costa, posfácio de Sergio Lima e ilustrações de António Gonçalves. São Paulo: Edições 100/cabeças, 2020. ISBN: 9786587451008
- Correspondência com Jacques Rivière. Belo Horizonte: Moinhos, 2020
- Para Acabar com o Juízo de Deus e outros escritos. Belo Horizonte: Moinhos, 2020
- Textos Surrealistas. Belo Horizonte: Moinhos, 2020
- Os Tarahumaras. Belo Horizonte: Moinhos, 2020
- Aqui Jaz. Tradução de Wilson Coêlho. Vitória: Cousa, 2018.
- A perda de si: Cartas de Antonin Artaud (org. Ana Kiffer). Rio de Janeiro: Rocco, 2017
- Linguagem e Vida. São Paulo: Perspectiva, 2011
- Eu, Antonin Artaud. Porto: Assírio Alvim, 2007
- O Teatro e seu Duplo. São Paulo: Martins Editora, 2006
- Van Gogh, o suicidado da sociedade. Porto: Assírio Alvim, 2004
- Os Tarahumaras. Lisboa: Relógio D’Água, 2000
- Heliogabalo ou o Anarquista Coroado. Porto: Assírio Alvim, 1991
- Escritos de Antonin Artaud (org. Claudio Willer). Porto Alegre: L&PM, 1986

## Textos de Artaud publicados em francês
- « Tric Trac du Ciel », Simon, Paris, s.d. [1923]
- « L'Ombilic des limbes », Gallimard / NRF, Paris, 1925
- « Le Pèse-nerfs », Leibovitz, Paris, 1925
- « L'Art et la mort », Denoël, Paris, 1929
- « Le Moine, de Lewis », s.ed., Paris, 1931
- « Héliogabale ou l'anarchiste couronné », Denoël & Steele, Paris, 1934
- « Les Nouvelles révélations de l'être », Denoël, Paris, 1937
- « Le Théâtre et son double », Gallimard, Paris, 1938
- « D'un voyage au pays des Tarahumaras », edição da revista Fontaine, Paris, 1945
- « Van Gogh le suicidé de la société », K, Paris, 1947
- « Artaud le Mômo », Bordas, Paris, 1947
- « Ci-Gît précédé de La culture indienne », K, Paris, 1947
- « Pour en finir avec le jugement de Dieu », K, Paris, 1948
- « Les Cenci », in « Œuvres complètes », Gallimard / La Pléiade, Paris, 1964
- Van Gogh, le suicidé de la société, programa de rádio, INA, André Dimanche Editeur, Marseille, 1995.
- « 50 dessins pour assassiner la magie », Gallimard, Paris, 2004
- « Artaud Œuvres », coleção "Quarto", Gallimard, Paris, 2004
- « Cahier d'Ivry, janeiro 1948 », fac-simile, Gallimard, Paris, 2006

As obras completas de Artaud, em francês, tem 28 tomos, editados pela Ed. Gallimard.

## Documentos sonoros
- Veja no Youtube: Le rite du Peyot chez les Tarahumaras - francês
- Trecho de Pour en finir avec le jugement de dieu
- Integral de Pour en finir avec le jugement de dieu, em 10 partes
- Trecho de « Van Gogh, le suicidé de la société » (MP3).
- Van Gogh, le suicidé de la société, émission radiophonique, INA, André Dimanche Éditeur, 1995.
- Pour en finir avec le jugement de Dieu, Sub Rosa / INA, André Dimanche Éditeur, 1995
- Pour en finir avec le jugement de Dieu, intégralité de l'émission et remix par Marc Chalosse, France Culture, collection Signature, 2001

## Documentos audiovisuais
(em francês)
- « La Coquille et le Clergyman »
- « Un siècle d'écrivains » (2000)